# Live in Berlin (Depeche Mode)
Live in Berlin è un film concerto del gruppo musicale britannico Depeche Mode, diretto da Anton Corbijn. È stato filmato il 25 e 27 novembre 2013 all'O2 World di Berlino durante il Delta Machine Tour. Depeche Mode Live in Berlin è stato pubblicato il 14 novembre 2014 in DVD.

## Tracce

### DVD 1
1. Intro
2. Welcome to My World
3. Angel
4. Walking in My Shoes
5. Precious
6. Black Celebration
7. Should Be Higher
8. Policy of Truth
9. The Child Inside
10. But Not Tonight
11. Heaven
12. Soothe My Soul
13. A Pain That I'm Used To
14. A Question of Time
15. Enjoy the Silence
16. Personal Jesus
17. Shake the Disease
18. Halo
19. Just Can't Get Enough
20. I Feel You
21. Never Let Me Down Again
22. Goodbye
23. Credits

### DVD 2 (Alive in Berlin)
- Show completo più pezzi tratti da 15 interviste
- Sessioni acustiche

1. Condemnation
2. Judas

### Live in Berlin Soundtrack
Assieme al film concerto è stata pubblicata in CD una versione audio intitolata Live in Berlin Soundtrack. La tracklist dell'album è la stessa della controparte visiva.
CD 1
1. Welcome to My World
2. Angel
3. Walking in My Shoes
4. Precious
5. Black Celebration
6. Should Be Higher
7. Policy of Truth
8. The Child Inside
9. But Not Tonight
10. Heaven
11. Soothe My Soul

CD 2
1. A Pain That I'm Used To
2. A Question of Time
3. Enjoy the Silence
4. Personal Jesus
5. Shake the Disease
6. Halo
7. Just Can't Get Enough
8. I Feel You
9. Never Let Me Down Again
10. Goodbye

### Delta MachineAudio 5.1 (Blu-ray CD)
Nella versione deluxe è compresa una versione di Delta Machine con audio 5.1.

## Formazione
Gruppo
- Dave Gahan - voce (eccetto The Child Inside, But Not Tonight e Shake the Disease)
- Martin Gore - chitarra, sintetizzatori, cori, seconda voce (A Question of Time, Never Let Me Down Again), voce (The Child Inside, But Not Tonight e Shake the Disease)
- Andy Fletcher - sintetizzatori (eccetto The Child Inside, But Not Tonight e Shake the Disease)

Altri musicisti
- Peter Gordeno - sintetizzatori, basso (A Pain That I'm Used To), cori
- Christian Eigner - batteria (eccetto The Child Inside, But Not Tonight e Shake the Disease)